# بريميس (باد كاليه)
بريميس، باد كاليه (بالفرنسية: Brêmes)‏ هي بلدية تقع في إقليم باد كاليه من منطقة نور با دو كاليه في شمال فرنسا. تبلغ مساحة هذه المدينة 7.25 (كم²)، وترتفع عن سطح البحر 60 م، يبلغ عدد سكانها 1299 نسمة حسب إحصاء المعهد الوطني للإحصاء والدراسات الاقتصادية سنة 2009 م. وترأس Thierry Poussière البلدية خلال فترة (2008-2014).